# Pirene (danaide)
En la mitología griega, Pirene (Πειρήνη / Peirḗnē) es una de las danaides, hija de Dánao y de una mujer etíope.
Al igual que sus hermanas fue obligada a tomar por esposo a uno de los hijos de su tío Egipto llamado Agaptólemo o Dólico. Pero el matrimonio con sus primas iba a ser fatal para los hijos de Egipto, pues Dánao había dado su consentimiento al mismo con el fin de acabar con los hijos de su hermano y hacerse así con el reino de Egipto por el que ambos habían luchado tanto tiempo. Así, entregó una daga a cada una de sus hijas ordenándoles que asesinaran con ella a sus maridos durante la misma noche de bodas. Pirene obedeció a su padre, como el resto de sus hermanas a excepción de Hipermnestra.
Enterraron solemnemente las cabezas de sus maridos en la ciudad de Lerna y, aunque fueron purificadas del crimen por Hermes y Atenea (que obedecían las órdenes de Zeus), fueron castigadas por ello en el Tártaro, donde se les condenó a intentar por la eternidad llenar de agua una cántara agujereada.